# 相川雅之
相川 雅之（あいかわ まさゆき、1942年 〈昭和17年〉- ）は、日本の化学者で、北海学園大学名誉教授。専門は物理化学、有機化学、生体機能材料。主に環境問題に力点を置いている。理学博士（北海道大学・1976年）。東京都生まれ。

## 略歴

### 大学生時代
1967年に北海道大学理学部卒業したのち、1969年 同大学院理学研究科修士課程入学する。
1976年に同大学院同研究科博士課程修了した。

### 歴任役職等
- 1967年 化学プラント会社入社
- 1977年 - 1980年 コロンビア大学（アメリカ）において上級博士研究員・客員講師
- 1981年 北海学園大学教養部助教授
- 1982年 同教養部教授
- 1990年 同教養部長
- 1995年 同教養部長（再任）
- 1998年 同工学部教授（物質科学・物質環境科学を担当）
- 2011年 北海学園大学定年退職、同名誉教授

#### 学外における役職
- 2006年 特定非営利活動法人「地球友の会北海道委員会」副理事長

## 家系・人物
400年続いた北関東の名主の出で、代々山岳信仰等を対象とした修験道の指導者の家系でもあったため、相川自身も環境問題に造詣が深くなったとされる。
金属アレルギー防止のためのクリームを開発した事もあったが、本人曰く「残念ながら化粧品メーカーからの発注は無かった。」と供述している。

## 学問態度
相川独自の一人説ではあるが、環境問題とは「人間が存在しなかった時には、存在しなかった物質。即ち人間が文明生活を営む様になって存在する様になった物質が自然本来の連鎖に入り込み、生態系を乱す事によって起こる諸問題を指す。」と定義している。

## 主な論文
- 『人工光合成-生体二分子層膜中の電子伝達機構に関する研究』（共著、学園論集、1983年）
- 『3重項エキシマの再検討-77混合結晶中の芳香族化合物からのりん光』（学園論集、1990年）
- 『アルムデヒト及びVOCの現状と除去対策の研究--寒冷住宅における室内空気汚染物質の実態と対策の研究』（共著、北海学園大学工学部研究報告、2001年）
- 『鮭卵子由来2重らせんDNAの抽出・精製の新技術(1)』（共著、北海学園大学工学部研究報告、2005年）